# イースト・ロージアン

イースト・ロージアン

イースト・ロージアン（英語: East Lothian, スコットランド・ゲール語：Lodainn an Ear）は、スコットランドの32の行政区画の一つで1921年まではハディントンシャー（Haddingtonshire）と呼ばれていた。
フォース湾の南、スコットランドの中央低地東部に位置し、西はエディンバラ市、南はスコティッシュ・ボーダーズ、南西はミッドロージアンと接する。最も人口の多い町はマッセルバラ（英語: Musselburgh）だが、行政の中心地はハッディントンである。総面積は679平方キロメートル。人口112,450人（2022年）。
1975年、この歴史的な郡は、若干の境界変更とともにイースト・ロージアン・ディストリクトとしてロージアン地方に編入された。 その後、1994年制定地方自治法により、イースト・ロージアンは32の現代的なカウンシル・エリアのひとつとなった。 
ハディントンシャーの起源は古く、1139年のチャーターではHadintunschira、1141年のチャーターではHadintunshireと命名されており、 ハッディントンの他、ダンバーやノース・ベリックなどの旧勅許自治都市がある。
ロージアンの他の地域と同様に、この地域はアングロサクソン人のベルニシア王国の一部となり、後にノーサンブリア王国となった。823年にイースト・ロージアンの村アセルスタンフォードで行われたピクト族とアングル族の戦いで、スコットランドの国旗が生まれたという伝説がある。 10世紀以降、ロージアンはイングランド王国からスコットランドの君主の支配下に移った。 ここはイングランドとスコットランドの戦いの交差するところであり、後にジャコバイトがプレストンパンズの戦いで政府軍に大勝した場所でもある。 19世紀には、農業、漁業、石炭採掘が地域経済の重要な部分を占めていた。

## イースト・ロージアン出身の著名人
- スコットランド王アレグザンダー2世
- アーサー・バルフォア